# 馬塞爾·席恩
馬塞爾·席恩（Marcel Schein，1902年6月9日—1960年2月20日）是一位斯洛伐克裔美國物理學家，以其宇宙射線相關研究知名。他在1938年至1941年間進行的熱氣球實驗證實了質子構成大部分的宇宙射線。此外，他也是前麻省理工學院教授埃德加·亨利·席恩的父親。

## 生平

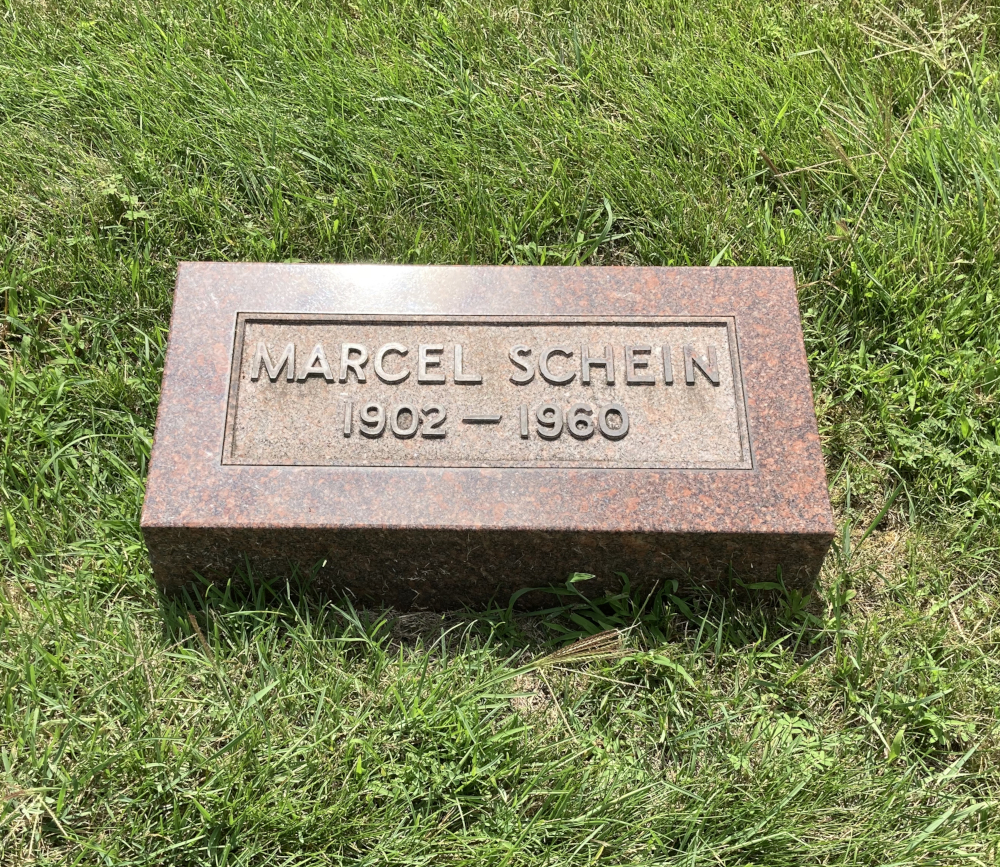
馬塞爾·席恩的墓，位於橡樹林公墓

1902年6月9日，馬塞爾·席恩生於匈牙利王國特爾斯泰納（今屬斯洛伐克）。席恩曾就讀維也納大學、大學和蘇黎世大學，並於1927年在蘇黎世大學獲得了「極優等」（Magna Cum Laude）物理博士學位。同年，他和同系的博士生希爾德·舍恩貝克（Hilde Schoenbeck）結婚。隔年，夫妻倆的兒子埃德加·亨利·席恩誕生。
席恩曾經在1929年至1930年間待在美國芝加哥大學一陣子，但於其後返回蘇黎世擔任講師，直至1935年被敖德薩大學聘為實驗物理學教授。1938年，席恩在阿瑟·康普頓的邀請下移居到美國，並成為芝加哥大學物理學系的研究員。1943年起，他開始在該校任教，並於三年後的1946年成為該校物理學系與恩里科·費米研究所的正教授，直至其過世為止。席恩也在1947年起開始擔任美國海軍研究辦公室的宇宙射線研究計畫「Task Order 18」主持人，同年也開始擔任約翰·霍普金斯大學應用物理實驗室的顧問。
1960年2月13日，席恩在芝加哥大學的溜冰場心臟病發，並被送往該校的畢林斯醫院。根據他的同事的說法，席恩在此之前已在過去十年間心臟病發了兩次。一週後的2月20日，席恩於該院逝世，享年57歲。他被葬在橡樹林公墓。

## 學術研究
馬塞爾·席恩早期曾對X射線物理做出貢獻。自從他1938年搬到了芝加哥以後，在康普頓的全力支持之下，席恩開始進行有關宇宙射線的研究。當時，科學家們已經知道構成宇宙射線的粒子絕大多數是帶有正電荷的。有人推測這些粒子可能會是質子，然而當時並沒有直接的實驗證據支持其論點。當年的主流論點是正子和電子構成了大部分的宇宙射線。在1938年至1941年間，席恩進行了一系列的熱氣球實驗，在高層大氣中探測宇宙射線，並發現其並不符合任何高能電子已知的性質。因此他總結道，電子在宇宙射線中並不佔有任何明顯的數量，且大多數的入射宇宙射線最可能是由{\displaystyle 10^{9}\sim 10^{12}}eV的質子所組成。這成為了宇宙射線研究中的重要里程碑之一。
第二次世界大戰期間，席恩曾作為曼哈頓計劃的顧問，和其他科學家們一同在芝加哥大學校園內製造出了人類史上首座核子反應爐。
此後，席恩的研究重點轉向更高能量的宇宙射線，以及其與原子核之間的交互作用。他也參與了各項國際合作的研究團隊、於美國國內及國際各地的實驗室進行研究和數據分析。席恩曾前往科羅拉多、阿拉斯加和關島等地施放載有核乳膠偵測器的熱氣球至10萬英尺的高空中搜集數據，並於1954年測得當時最高能量{\displaystyle 10^{16}}eV的宇宙射線。他也在1956年起參與了LBNL億電子伏特加速器團隊對於介子和超子的研究。
1960年1月，席恩為了美國海軍研究辦公室和國家科學基金會共同主持的一項名為「天鉤60行動」（Operation Skyhook 60，又稱「國際合作核乳膠飛行（International Cooperative Emulsion Flight）」）的宇宙射線探測計劃，前往加勒比海地區施放核乳膠偵測器至超過115,000英尺的高空中。搭載這些偵測器的三個熱氣球高500英尺、直徑300英尺，容量則有1千萬立方英尺，號稱是當年最大型的。該次實驗行動有來自超過20所大學的團隊參與。參與該次實驗的還包含了福吉谷號航空母艦、6艘驅逐艦、以及4架裝有雷達設備的超級星座式氣象飛機。在當時，法國政府計劃在1月底至2月初的期間於撒哈拉沙漠進行原子彈試爆，但這將導致大氣層的擾動並使席恩他們的實驗無法成功進行。因此，席恩和法國時任原子能和替代能源委員會總幹事法蘭西斯·佩林協調，並獲得了2月5日前法方不會進行試爆的保證。最終，「天鉤60行動」在1月22日至1月31日間順利進行，法國則於其後的2月13日才進行原子彈試爆。

## 外部連結
- 馬塞爾·席恩在數學譜系計畫的資料。
- 芝加哥大學收藏的有關馬塞爾·席恩的各種資料檔案目錄 （页面存档备份，存于） （英文）
- . AIP尼爾斯·波耳圖書館.   [2022-12-26]. （原始内容存档于2013-10-17）. （页面存档备份，存于）
- Rich Holmes. .   [2022-12-26]. 原始内容存档于2007-02-08. （页面存档备份，存于）